# 1981-es Giro d’Italia
Az 1981-es Giro d’Italia volt a 64. olasz kerékpáros körverseny. Május 13-án kezdődött és június 7-én ért véget. Végső győztes az olasz Giovanni Battaglin lett.

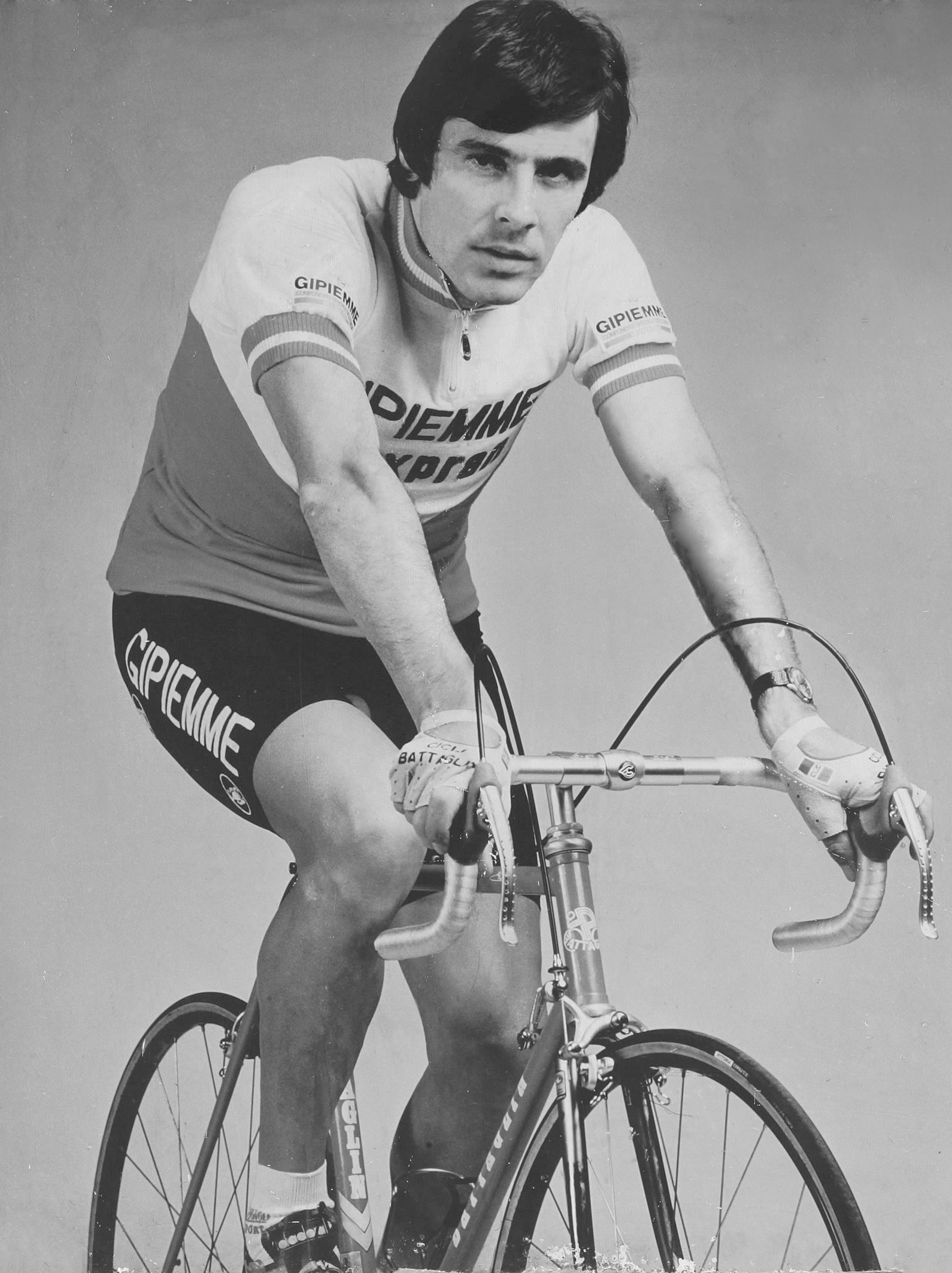
Giovanni Battaglin 1982-ben

## Végeredmény
|    | Versenyző                | Idő            |
| -- | ------------------------ | -------------- |
| 1  | Giovanni Battaglin       | 104 óra 50' 36 |
| 2  | Tommy Prim               | + 38           |
| 3  | Giuseppe Saronni         | + 50           |
| 4  | Silvano Contini          | + 1' 59        |
| 5  | Josef Fuchs              | + 2' 19        |
| 6  | Roberto Visentini        | + 5' 37        |
| 7  | Alfio Vandi              | + 9' 32        |
| 8  | Beat Breu                | + 10' 02       |
| 9  | Claudio Bortolotto       | + 10' 12       |
| 10 | Gianbattista Baronchelli | + 12' 01       |